# تام سانچی
تام سانچی (انگلیسی: Tom Santschi; ۲۴ اکتبر ۱۸۸۰ – ۹ آوریل ۱۹۳۱) هنرپیشه اهل ایالات متحده آمریکا بود.
از فیلم‌هایی که وی در آن نقش داشته‌است، می‌توان به افسوس! یوریک بیچاره!، در آریزونای قدیم، بچۀ بن، ۳ مرد بد، ماجراهای کاتلین، دو-بری، بانوی عشق و بحران اشاره کرد.